# Trichotosia rotundifolia
Trichotosia rotundifolia là một loài thực vật có hoa trong họ Lan. Loài này được (Ridl.) Kraenzl. miêu tả khoa học đầu tiên năm 1911.